# ディズニー・タイフーン・ラグーン
ディズニー・タイフーン・ラグーン（Disney's Typhoon Lagoon）は、アメリカ合衆国フロリダ州オーランドのウォルト・ディズニー・ワールド・リゾートにある現存する2つのディズニーウォーターパークの内の1つである。

## 基本情報
- 名称：ディズニー・タイフーン・ラグーン（Disney's Typhoon Lagoon ）
- 所在地：フロリダ州オーランド（ウォルト・ディズニー・ワールド・リゾート内）
- 開園日：1989年6月1日
- パークテーマ：「台風が過ぎ去った跡の南国の孤島」(torm-ravaged tropical bay)
- シンボル：メイデイ山 Mount Mayday
- マスコット：ラグーナゲーター（ワニ）“Lagoona Gator”

## 概要
1989年6月1日にディズニー・ワールド・リゾートで2番目のディズニーウォーターパークとして開園。
シンボルはパークの中央に位置する「メイデイ山」と大きな台風で山頂に打ち上げられた「ミス・ティリー号」。

## 施設
園内は4つのエリアに分かれている。

### マウント・メイデイ（メイデイ山）
頂上に汽船「ミス・ティリー」を乗せた山。数多くの滝やウォータースライダーがある。

#### アトラクション
フムンガ・コワバンガ（Humunga Kowabunga）
斜度48度の高速スライダー。数秒で5階建て相当の高さを滑り落ちる。
ストーム・スライダー（Storm Slides）
旋回蛇行しながら落ちる3本のスライダー。それぞれジム・ジャマー、スターン・バーナー、ラダー・バスターという名称がついている。
ギャング・プランク・フォールズ（Gang Plank Falls）
4人乗りのインナーチューブの形状をした、ラフティング型ライドアトラクション。
メイデイ・フォールズ（Mayday Falls）
激流下りが体感できるチューブスライダー。
キールハウル・フォールズ（Keelhaul Falls）
滝や洞窟を通り抜けていくチューブスライダー。
フォアゴットン・グロット（Forgotten Grotto）
マウント・メイデイ内部に作られた洞窟。歩いて探索できる。
オーバールック・パス（Overlook Pass）
マウント・メイデイの斜面に作られた歩道。小さな滝などが見られる。

### ハイダウェイ・ベイ
最も静かでのんびりできる砂浜のビーチ。最新アトラクション「クラッシュン・ガッシャー」はここにある。

#### アトラクション
クラッシュン・ガッシャー（Crush 'n' Gusher）
2〜3人乗りのラフト型ライドで激流を下るスライダー。ただ滑り降りるだけでなく、途中水圧によって傾斜を上るポイントもあるコースター型スライダー。「バナナ・ブラスター」「ココナッツ・クラッシャー」「パイナップル・プランジャー」の3つのうち1つのライドを選択できる。身長制限122cm以上。
サンディ・ホワイト・ビーチ（Sandy White Beach）
白砂のビーチエリア。

### タイフーン・ラグーン
ウォーターパーク全体の名称にもなっている、パークで最も広いエリア。アトラクションのほか、砂浜のビーチがある。

#### アトラクション
キャスタウェイ・クリーク（Castaway Creek）
全長640mの流れるプール。とてもゆったりしたスピードで、パーク内全体を1周する。エリア間の移動にも使用できる。
タイフーン・ラグーン・サーフ・プール（Typhoon Lagoon Surf Pool）
波の出るプール。30秒おきに高さ約1.8mの波が出る。
ベイ・スライダー（Bay Slides）
子供用に設計された初心者向けスライダー。
ブラスタリー・ベイ（Blustery Bay）
サンディ・ビーチに囲まれた浅いプール。
ホワイトキャップ・コーブ（Whitecap Cove）
サンディ・ビーチに囲まれた浅いプール。
ラーン・トゥ・サーフ（Learn to Surf）
「クレイグ・コントロール」によって運営されるサーフィン教室。機材は全てレンタル可能。

#### レストラン
- リーニング・パームス
- ハッピー・ランディング・アイスクリーム
- レッツゴー・スラーピン
- サーフ・ドッジーズ

#### ショップ
- シンガポール・サルズ
- ハイ・アンド・ドライ・タオルズ

### シャーク・リーフ（クローズ：2016年10月）
海水でできたプール。カリブ海の生態系を再現してあり、サンゴやサメなどが飼育されている。実際に潜ることができる。

#### アトラクション
シャーク・リーフ（Shark Reef）
海水でできたプール。カリブ海の生態系を再現してあり、サンゴやサメなどが飼育されている。スキューバダイビングのライセンス運営団体NAUIによって運営され、シュノーケリングを楽しむことができる。必要な装備は全てレンタル可能。10歳以下の子供は、親の同伴が必要。
サンクン・タンカー（Sunken Tanker）
ガラス越しにシャーク・リーフ内部を観察できるエリア。沈没したタンカーという設定になっている。
S.A.S.アドベンチャー（S.A.S Adventure）
30分間のスキューバダイビング体験コース。小型タンクを使い、水面周辺を泳ぐ。年齢制限5歳以上。
ハンマーヘッド・フレッドのダイブショップ（Hammer Head Fred’s Dive Shop）
シュノーケル、マスク、ライフジャケットなどのレンタルとシャワー。

#### レストラン
- タイフーン・ティリーズ

#### ショップ
- ノース・パール